# James Hanley (écrivain)
Pour les articles homonymes, voir Hanley (homonymie).
James Hanley (1897-1985) est un écrivain britannique, très inspiré par l'univers maritime et l'arrière-pays gallois, connu entre autres comme étant l'auteur de Boy (1931), l'un des romans anglo-saxons les plus censurés du XXe siècle.

## Biographie

### Origines et jeunesse
De descendance irlandaise et de confession catholique, Hanley est né à Kirkdale, un petit village côtier situé au nord de Liverpool (Angleterre), dans un milieu ouvrier. Son père, Edward Hanley est chauffeur, travaillant dans les soutes de navires portant pavillon pour la Cunard, et est souvent en mer. Le jeune Hanley passe beaucoup de temps sur les docks. Il arrête ses études en 1910, et travaille comme aide-comptable durant quatre ans dans une entreprise maritime. En 1915, il embarque pour la première fois comme marin. Cette nouvelle vie aura une grande influence sur ses premiers romans. James a grandi dans une famille très nombreuse, il a un jeune frère, Gerald Hanley (1916-1992), qui deviendra également romancier et un grand voyageur, notamment en Afrique.
En avril 1917, durant la Première Guerre mondiale, lors d'une escale à Saint-Jean (Nouveau-Brunswick), au Canada, âgé de 20 ans, il décide de s'enrôler dans l'armée. Il rejoint un bataillon canadien et part pour le front français où il participe aux combats de l'été 1918 ; blessé, il devient invalide de guerre. Par la suite, il s'établit à Bootle, une ville maritime où il est employé comme porteur et déchargeur de marchandises convoyées par train, touchant un maigre salaire à peine complété par sa pension d'invalidité. Il revient ensuite à Liverpool.

### Premiers ouvrages: l'affaireBoy
Hanley va, durant dix ans, réserver tout son temps libre à se cultiver, lisant frénétiquement une grande quantité d'ouvrages, tout en apprenant à jouer du piano : autodidacte complet, il s'essaye alors à l'écriture. En 1930, un premier roman, Drift, est accepté par Eric Partridge, un éditeur londonien, qui imprime le livre à 500 exemplaires, et de fait, l'ouvrage passe totalement inaperçu : influencé dans sa forme par James Joyce, le récit met en scène une famille vivant à Liverpool au sein de la communauté irlandaise catholique : cette communauté va devenir le centre de ses premiers romans. Durant l'année 1930, il fait éditer à moins de 200 exemplaires deux récits vendus hors-commerce (privately printed), dont A Passion Before Death, l'histoire d'un prisonnier en proie à des désirs de nature homosexuelle.
En 1931, il se met en ménage avec Enid Timothy Thomas Heathcote, une femme issue d'un milieu assez bourgeois, et originaire du Lincolnshire. Le couple s'installe à Corwen, une petite ville située dans les terres du pays de Galles septentrional. C'est aussi l'année de la sortie de son deuxième roman, intitulé Boy, qui met en scène un garçon de Liverpool âgé de 13 ans, employé comme mousse sur un navire au long cours, qui découvre, sur fond de violence, d'escales en escales, le monde des adultes et la sexualité, contrainte ou tarifée, avec des hommes et des femmes. En septembre, Boy sort chez un tout nouvel éditeur londonien, Boriswood, de sensibilité socialiste et résolument décidé à publier des textes réalistes, sans compromis. Cependant, l'édition est d'abord très confidentielle, moins de 150 exemplaires, vendus par souscription, tandis qu'une édition caviardée de ses passages les plus crus, sort en octobre en librairie, ainsi que, écourtée, dans un recueil de nouvelles, Men in Darkness: Five Stories publié par The Bodley Head et illustré par Alan Odle. Le texte attire l'attention de l'influent critique Hugh Walpole qui le trouve « déplaisant et sale ». De son côté, T. E. Lawrence, sous le charme, entame une correspondance avec Hanley et l'encourage, tout comme Richard Aldington, et surtout John Cowper Powys, qui deviendra un très proche ami. Réimprimé plusieurs fois, il sort chez l'éditeur américain Alfred A. Knopf en avril 1932. Parmi ses admirateurs, on compte aussi E.M. Forster, George Orwell, Henry Miller, William Faulkner, et plus tard Anthony Burgess et Henry Green.
Entre-temps, Hanley publie deux autres romans maritimes chez The Bodley Head (The Last Voyage  1931 et Ebb and Flood, 1932), puis un autre, de nouveau chez Boriswood (Captain Bottell, 1933). Le genre plait et la notoriété de l'auteur s'installe, au point que Boriswood décide de lancer une nouvelle édition de Boy, cette fois non caviardée, et affublée d'une jaquette très explicite, figurant une femme en partie dénudée et des marins. Vendue à très bas prix, cette édition provoque un scandale. L'« affaire Boy » éclate en 1934 quand la bibliothèque municipale de Bury (Grand Manchester) porte plainte, estimant l'ouvrage obscène, incitant la jeunesse à la débauche. Le régime juridique anglais de cette époque est tel, que la plainte est reçue le 20 mars 1935, les livres en vente saisis et détruits, aux termes d'un retentissant procès, une bataille dans laquelle s'engage Boriswood, qui finira ruiné en 1938. Le stock est racheté en sous-main par Jack Kahane qui s'empresse de produire une édition anglaise à Paris, sous la couverture d'Obelisk Press (1935), interdite d'exportation vers la Grande-Bretagne.
À compter de 1935, Hanley s'engage alors dans l'écriture d'une saga romanesque, en partie autobiographique, The Furys Chronicle, centrée sur la vie d'une famille de marins et d'ouvriers d'origine irlandaise basée à Liverpool, et que l'auteur déclinera jusqu'en 1958.

### Après 1945: fin de saga, théâtre et retour au roman
Durant la guerre, Hanley publie quelques romans ayant pour cadre la mer, les marins, la guerre et le blitz, où l'héroïsme occupe une place prépondérante. Après 1945, il passe plus de dix ans à terminer The Furys Chronicle, qui ne rencontre pas le succès espéré. Il vit à cette époque à Llanfechain et ce, depuis 1941.
Entre 1959 et 1969, Hanley décide d'écrire des fictions pour la radio et la télévision. La BBC l'avait déjà employé en 1940-1942 pour trois mini-fictions centrées sur la résistance anti-allemande, et désormais, elle lui passe commande de pièces  radiophoniques et télévisuelles. En 1962, l'un de ses romans, Say Nothing, est créé pour la scène du Theatre Royal Stratford East à Londres, repris Off-Broadway, à New York, en 1965. Sa pièce Inner Journey est jouée à Hambourg en 1966, et est reprise au Lincoln Center (New York) en 1969.

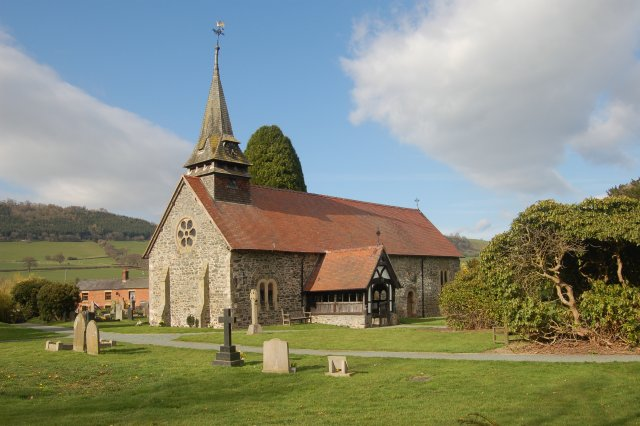
Vue de l'église Saint Garmons à Llanfechain.

Depuis 1963, il vit à Londres dans un appartement à loyer modéré, mais garde un pied à terre à Llanfechain. Après 1970, Hanley se concentre sur la forme romanesque, produisant encore quatre ouvrages, très inspirés par le pays de Galles et ses fermiers.
Sur le plan de sa vie privée, il finit par épouser Enid Timothy Thomas en 1947, et le couple a un fils, Liam Powys Hanley, né en 1933, devenu peintre. Timothy meurt en 1980, elle avait publié trois romans sous son nom.
James Hanley meurt à Londres en 1985, âgé de 88 ans et il est enterré à Llanfechain.
S'étant opposé à toute réédition de Boy de son vivant, il laissa le soin à son fils Liam d'autoriser et de superviser l'édition du texte non expurgé : ce fut fait en 1990 chez André Deutsch, avec une préface d'Anthony Burgess.

## Œuvre
L'œuvre littéraire de James Hanley comprend des romans, des nouvelles, des essais et des pièces de théâtre. En 1937, il publie une autobiographie intitulée Broken Water: An Autobiographical Excursion, qui en réalité, joue avec les codes de la fiction. Ses personnages sont très souvent issus de milieux pauvres (marin, ouvrier, fermier). L'influence de ses origines catholiques irlandaises est prégnante jusqu'en 1960, mais par la suite, il puise la plupart de ses motifs dans le milieu agricole gallois. Les écrits de Hanley sont par ailleurs très marqués par les deux guerres mondiales, l'éveil à la sensualité et les rapports de classe. What Farrar Saw, roman publié en 1946, est son seul ouvrage de science-fiction.

### Ouvrages publiés de son vivant
Tous les livres sont des romans édités en anglais à Londres, sauf indication :
- Drift, Eric Partridge Ltd, 1930.
- The German Prisoner (préf. Richard Aldington, ill. William Roberts) (récit), Privatly Printed by the Author, 1930 (BNF 32220781).
- A Passion Before Death, récit hors-commerce, 1930.
- The Last Voyage[8], récit ill. par Alan Odle, Joiner & Steele, 1931.
- Boy, Boriswood, 1931 ; 1934. Rééd., Paris, Obelisk Press, 1935.
- Men in Darkness. Five Stories, nouvelles, préf. de John Cowper Powys, ill. par A. Odle, The Bodley Head, 1931.
- Ebb and Flood, ill. par A. Odle, The Bodley Head, 1932.
- Aria and Finale, trois récits, Boriswood, 1932.
- Stoker Haslett, A Tale, récit, Joiner & Steele, 1932.
- Captain Bottell, Boriswood, 1933.
- Resurrexit Dominus, récit hors-commerce [Boriswood], 1934.
- Quartermaster Clausen, récit, Arian / The White Owl Press, 1934.
- At Bay, récit, Grayson & Grayson, 1935.
- The Furys, Chatto & Windus, 1935. The Furys Chronicle, I.
- Stoker Bush, Chatto & Windus, 1935.
- The Secret Journey, Chatto & Windus, 1936. The Furys Chronicle, II.
- Broken Water: An Autobiographical Excursion, Chatto and Windus, 1937.
- Half an Eye: Sea Stories, récits, The Bodley Head, 1937.
- Grey Children: A Study in Humbug and Misery, essai, Methuen, 1937.
- Hollow Sea, The Bodley Head, 1938.
- People Are Curious, récits, The Bodley Head, 1938.
- Between the Tides, essais, Methuen, 1939.
- Our Time is Gone, The Bodley Head, 1940. The Furys Chronicle, III.
- The Ocean, Faber and Faber, 1941.
- No Directions, Faber and Faber, 1943.
- Sailor’s Song, Nicholson & Watson, 1943.
- At Bay and Other Stories, nouvelles, Faber and Faber, 1944.
- Crilley and Other Stories, nouvelles, Nicholson & Watson, 1945.
- What Farrar Saw, Nicholson & Watson, 1946.
- Selected Stories, nouvelles, Dublin, Maurice Fridberg, 1947.
- Emily, Nicholson & Watson, 1948.
- Winter Song, Phoenix House, 1950. The Furys Chronicle, IV.
- Walk in the Wilderness, récits, Phoenix House, 1950.
- [Patric Shone, pseud.] A House in the Valley, Jonathan Cape, 1951. Republié sous son nom, André Deutsch, 1981.
- The Closed Harbour, Macdonald, 1952.
- Don Quixote Drowned, récit autobiographique, Macdonald, 1953.
- Collected Stories, nouvelles, Macdonald, 1953.
- The Welsh Sonata: Variations on a Theme, Derek Verschoyle, 1954.
- Levine, Macdonald, 1956.
- An End and a Beginning, Macdonald, 1958 The Furys Chronicle, V.
- Say Nothing, Macdonald, 1962.
- The Inner Journey: A Play in Three Acts, théâtre, Black Raven Press, 1965.
- A Man in The Customs House, essai, Dud Norman Press, 1971. Une étude sur Herman Melville.
- Another World, André Deutsch, 1972.
- A Woman in the Sky, André Deutsch, 1973.
- The Darkness, récit, Covent Garden Press, 1973.
- Dream Journey, André Deutsch, 1976.
- A Kingdom, André Deutsch, 1978.
- Lost, récit, Vancouver, William Hoffer, 1979.

### En français
- Le Tourbillon [Drift], trad. par Jean Périer, préf. de Maurice Nadeau, coll. « Le Chemin de la vie », Paris, Corréâ, 1952.
- En pleine mer [The Ocean], trad. par Roger Giroux, Paris, Julliard, 1955.
- Boy, trad. Jean Périer, Paris, UGE, 1987 ; rééd. Arcanes/Joëlle Losfeld, 2003.
- Loin du monde [Levine], trad. Dominique Mainard, Paris, Joëlle Losfeld, 1997.
- La Maison sans issues [No Directions], trad. par Jean-Claude Lefaure, postface de Jean-Pierre Durix, Paris, 10/18, 1998.